# Ibipitanga
Ibipitanga is een gemeente in de Braziliaanse deelstaat Bahia. De gemeente telt 14.408 inwoners (schatting 2009).

## Aangrenzende gemeenten
De gemeente grenst aan Boquira, Ibitiara, Macaúbas, Novo Horizonte en Rio do Pires.